# ستي سنتر الفجيرة
سيتي سنتر الفجيرة هو مركز تسوق يقع في مدينة الفجيرة في الإمارات العربية المتحدة، طورته شركة ماجد الفطيم العقارية بالشراكة مع مؤسسة الفجيرة للاستثمار المملوكة للحكومة. افتتح سيتي سنتر الفجيرة في أبريل 2012، بمساحة 34,000 متر مربع (370,000 قدم2) من مساحات البيع بالتجزئة وتشمل 105 علامة تجارية، 85٪ منها جديدة في الفجيرة.
يضم المول هايبر ماركت كارفور مع 8,684 متر مربع (93,470 قدم2) و 24 منفذًا عالميًا للمأكولات والمشروبات و 13 وحدة مطاعم.

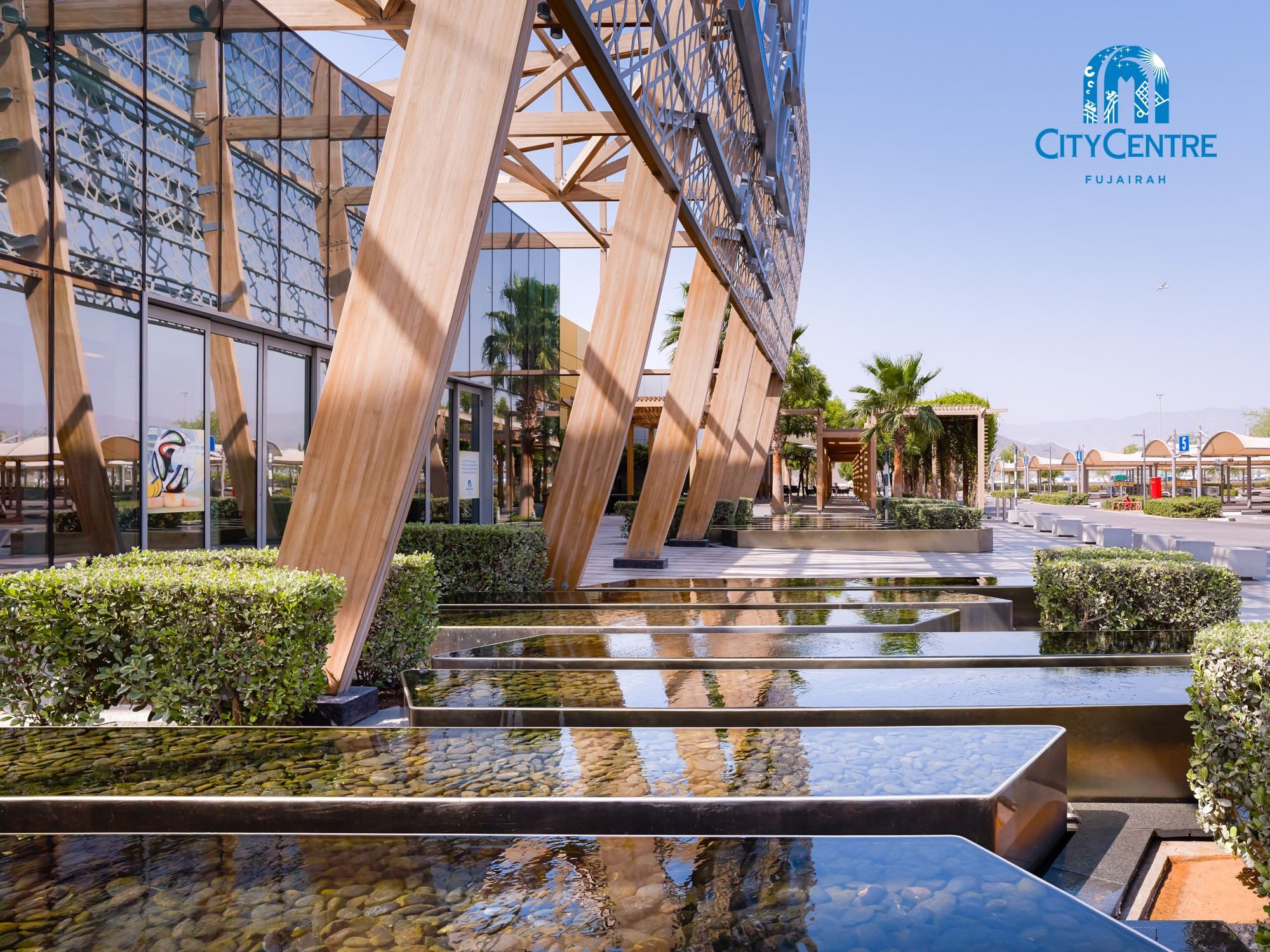
المدخل الرئيسي لسيتي سنتر الفجيرة

## وسائل الترفيه
- ماجيك بلانيت هو مركز ترفيهي عائلي تبلغ مساحته 1325 مترًا مربعًا ويضم أحدث أجهزة المحاكاة وألعاب الفيديو وألعاب الجولات المخصصة للأطفال.[4]
- سينما فوكس عبارة عن سينما مكونة من 11 شاشة تقدم عرضًا رقميًا عالي الدقة بدقة 4K. فوكس سينما هي الذراع السينمائية لشركة ماجد الفطيم فنتشرز، قسم من مجموعة ماجد الفطيم، المعروف في قطاع التسوق ومراكز الترفيه في الشرق الأوسط.[5][6]
- ستاربكس
- ماكس
- إكسيوم
- سنتر بوينت

## الاستدامة البيئية
سيتي سنتر الفجيرة هو مشروع مسجل في الريادة في تصميمات الطاقة والبيئة ويهدف للحصول على تصنيف الريادة في تصميمات الطاقة والبيئة الذهبي بموجب إرشادات المباني الخضراء المجلس الأمريكي للأبنية الخضراء كمبنى صديق للبيئة.

## روابط خارجية
- موقع الكتروني سيتي سنتر الفجيرة
- ستي سنتر الفجيرة  على فيسبوك.